# Lechriodus melanopyga
Lechriodus melanopyga är en groddjursart som först beskrevs av Giacomo Doria 1875.  Lechriodus melanopyga ingår i släktet Lechriodus och familjen Limnodynastidae. IUCN kategoriserar arten globalt som livskraftig. Inga underarter finns listade i Catalogue of Life.